# تاتاهازا
تاتاهازا (به مجاری:  Tataháza) یک شهرداری در مجارستان است که در ناحیه باچ‌الماش واقع شده‌است. تاتاهازا ۲۶٫۱۰ کیلومتر مربع مساحت و ۱٬۵۳۲ نفر جمعیت دارد.